# امین علی بدرخان
امین علی بدرخان ( 1851/1852 – 1926) سیاستمدار و قاضی عثمانی و کرد بود. او یکی از اعضای مؤسس انجمن همکاری و پیشرفت کردستان و نایب رئیس انجمن اعتلای کردستان بود .

## زندگینامه

### اوایل زندگی
امین علی بدرخان در سال 1851 یا 1852 در کندیه (هراکلیون امروزی) در کرت به دنیا آمد  پدرش بدرخان بیگ آخرین امیر امارت بوتان بود  و هنگامی خانواده او در جزیره کرت تبعید بودن به دنیا آمد  او در مدرسه دولتی عثمانی تحصیل کرد و پس از فارغ التحصیلی به کار در سیستم قضایی عثمانی پرداخت. و در شانزده سالگی کرت را به مقصد استانبول ترک کرد

### حرفه سیاسی
در دهه 1880، او بازرس قضایی شد و در شهرها و دادگاه‌های مختلف امپراتوری عثمانی در تلاش برای اجرای اصلاحات قضایی که در سال 1879 صادر شده بود  . در اوایل دهه 1900، او دوباره به عنوان بازرس قضایی منصوب شد و به چندین شهر در سراسر امپراتوری مانند ادرنه یا آنکارا فرستاده شد .
در سال 1906، پس از اینکه پسر عمویش عبدالرزاق بدرخان و برادرش علی شامیل بدرخان به اتهام دست داشتن در قتل رضوان پاشا، شهردار قسطنطنیه متهم شدند، زندگی امین علی ناگهان تغییر کرد . 
پس از انقلاب ترک‌های جوان علیه سلطان عبدالحمید دوم به او اجازه داده شد که به قسطنطنیه بازگردد و در سال 1908 به عضویت مؤسس انجمن کرد برای همکاری و پیشرفت درآمد . در آن زمان او روابط نزدیکی با عبدالقادر عبیدالله برقرار کرد ، زیرا او همچنین یکی از اعضای جنبش کرد بود. اما انجمن در سال 1909 توسط کمیته حاکم اتحادیه و ترقی (CUP) ممنوع شد زیرا هیچ سودی در یک سازمان کردی نمی دید.  در سال 1918 او به عنوان نایب رئیس انجمن اعتلای کردستان انتخاب شد ،  با انتخاب عبدالقادر عبیدالله به عنوان رئیس جمهور مخالفت کرد. اما مناقشات ادامه یافت زیرا عبیدالله از خودمختاری در داخل یک دولت ترکیه آینده دفاع می کرد، در حالی که امین علی بدرخان طرفدار استقلال کردستان بود و همچنین از طرف دولت آتی کردستان به عنوان خلیفه سلطان عثمانی به رسمیت شناخته شد.  امین علی همچنین در مذاکرات کنفرانس صلح پاریس شرکت فعال داشت . او با مخالفت با شریف پاشا که نماینده انجمن اعتلای کردستان در مذاکرات صلح پاریس بود، بر این عقیده بود که استان وان باید در یک کردستان گنجانده شود. او نامه ای به رئیس کنفرانس صلح در پاریس نوشت و همچنین به ریچارد وب، نماینده بریتانیا در استانبول، نقشه مناطقی را که او به عنوان بخشی از یک دولت کردی در آینده تصور می کرد، ارائه کرد. 
امین علی در ادامه انجمن سازمان های اجتماعی کرد را تأسیس کرد که از کردستان مستقل دفاع می کرد.  او از آرمان کردها دست نکشید و با دیپلمات های یونانی که توانست حمایت آنها را جلب کند، روابط برقرار کرد. سپس او و پسرش سلادت بدرخان نیز برای تسهیل قیام کردها در موصل از انگلیس درخواست حمایت کردند ، اما آنها از حمایت از این امر خودداری کردند.  از آنجایی که ایجاد جمهوری ترکیه قریب الوقوع بود، او به مصر تبعید شد و در سال 1926 در آنجا درگذشت